# Matiu/Somes Island

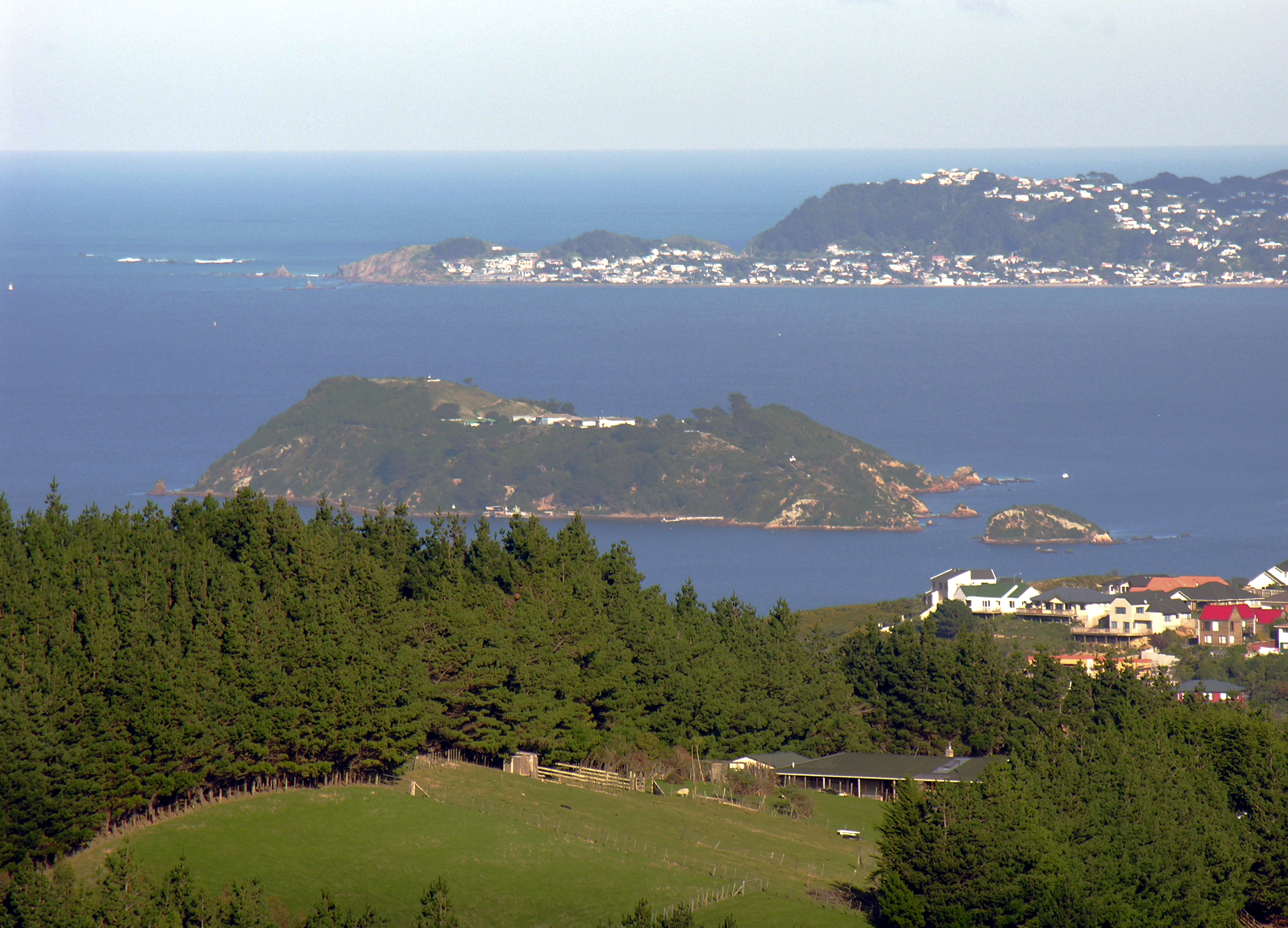
Matiu von Normandale aus gesehen

Matiu/Somes Island ist mit einer Fläche von 24,9 Hektar die größte von drei Inseln in der nördlichen Hälfte des Hafens von Wellington in Neuseeland. Sie liegt 3 km südlich der Vorstadt Petone und von der Mündung des Te Awa Kairangi / Hutt River sowie etwa 5 km nordwestlich der viel kleineren Insel Makaro/Ward Island.
Nach der Legende der Māori erhielten die Inseln Matiu und Makaro ihre ursprünglichen Namen von Kupe, dem legendären ersten Navigator, der mit Berichten über Neuseeland in seine Heimat Hawaiki zurückkehrte. Die Inseln soll er nach seinen Töchtern (andere Versionen der Legende sprechen von Nichten) benannt haben, als er vor etwa 1000 Jahren erstmals in den Wellingtoner Hafen einfuhr.
Nach der europäischen Besiedelung war die Insel über Jahrhunderte als Somes Island bekannt. 1839 kam sie zusammen mit einem großen Teil der weiteren Region Wellington unter die Kontrolle der New Zealand Company. Die Insel wurde nach Joseph Somes, dem Vizegouverneur und Finanzier der Gesellschaft zu dieser Zeit, benannt. 1997 bekam die Insel vom New Zealand Geographic Board offiziell den bilingualen Namen Matiu/Somes. Inzwischen wurde die Insel in das Eigentum des lokalen Iwi (Stamm) übergeben und wird nun von diesem gemeinsam mit dem Department of Conservation verwaltet.
Matiu/Somes wurde 1989 Teil der Stadt Lower Hutt und wurde im August 1995 als Reservat sowohl naturwissenschaftlicher als auch historischer Bedeutung dem Department of Conservation unterstellt. Die Insel ist frei von eingeführten Raubsäugern, wie dem Hermelin, was für eine Insel in so großer Nähe zu einem Ballungszentrum ungewöhnlich ist.

## Geschichte
Die Insel hat sowohl bei den Māori als auch bei den späteren europäischen Siedlern historische Bedeutung.
Vor der Mitte des 19. Jahrhunderts befanden sich 2 Pā (befestigte Dörfer) der Māori auf der Insel. Ähnlich dem Pā der Ngāti Ira auf Ward Island waren sie nicht dauerhaft bewohnt und dienten zu Kriegszeiten als Zufluchtsort für die Stammesangehörigen. Ein Pā befand sich im Zentrum der Insel, von ihm ist wenig mehr als einige Køkkenmøddinger (Abfallhaufen) übrig. Das andere Pā, das an der Nordspitze der Insel erbaut war, lag in einer leicht zu verteidigenden Lage mit Klippen auf drei Seiten.
1866 wurde auf dem Südwestende der Insel ein Leuchtturm gebaut – der erste Leuchtturm an einem Hafen Neuseelands. Der heute an gleicher Stelle stehende Leuchtturm stammt aus dem Jahr 1900 und wurde später automatisiert. Im 20. Jahrhundert diente die Insel als Internierungslager für Ausländer und Quarantänestation für Immigranten und Tiere. 1942 wurden auf dem höchsten Punkt Flak-Stellungen errichtet, die im Krieg allerdings nicht zum Einsatz kamen. Dazu wurde der gesamte Bereich eingeebnet, die Insel verlor dadurch 17 m ihrer Höhe. Eine Entmagnetisierungsstation für Schiffe wurde bei der Insel errichtet. Viele Reste dieser Anlagen sind heute noch auf der Insel zu sehen.

## Geografie und Ökologie
Eine Erosionsrinne, die südlich der Quarantänestation beginnt und am Südende der Insel endet, durchzieht die Insel. Westlich und östlich davon befinden sich zwei heute weitgehend bewaldete Rücken. Die Rinne ist eher ein Sumpfgebiet, während und nach Zeiten mit starkem Regen bildet sich jedoch zeitweilig ein kleiner Bach.
Die Insel ist ein Rückzugsort des Zwergpinguin, mehrerer Arten von Kormoranen, dem gefleckten Skink und mehrerer seltener und bedrohter Pflanzenarten.
Die Royal Forest and Bird Protection Society of New Zealand hat die Insel seit 1984 neu mit Pflanzen besiedelt und zwischen 1988 und 1989 die Ratten und Mäuse erfolgreich ausgerottet. 2004 wurde elf männliche Springsittiche (kākāriki) auf der Insel ausgesetzt, 2005 elf weitere, weibliche Vögel, die sofort zubrüten begannen. Auf der Insel leben mehr als 500 Arten Wirbellose, darunter auch einige Weta-Arten. Wellington-Baumwetas (Hemideina crassidens) und Cookstraßen-Riesenwetas (Deinacrida rugosa) wurden von Mana Island erfolgreich auf die Insel umgesiedelt.
Auf der Insel leben sechs heimische Reptilienarten: Chatham-Insel-Skink (Oligosoma nigriplantare), Gefleckter Skink (Oligosoma lineoocellatum), Kupferskink (Oligosoma aenea) und der Gecko Hoplodactylus maculatus. 1998 wurden Brückenechsen (Sphenodon guntheri) ausgesetzt, 2006 Geckos der Art Hoplodactylus granulatus. Der Langbeinschnäpper (Petroica australis) wurde im April 2006 von Kapiti Island eingebürgert und begannen im September zu brüten. Ein solarbetriebenes Lautsprechersystem soll Sturmtaucher anziehen.
Viele der Projekte wurden von dem ortsansässigen Stamm der Te Ati Awa unterstützt. Der Matiu/Somes Island Charitable Trust wurde 1998 als Partnerschaft zwischen Te Ati Awa und der lokalen Gemeinde gegründet, um die Insel zu schützen, zu fördern und zu verbessern. Dazu sollen Mittel zur Steigerung der Biodiversität und für bessere Nutzung durch die Besucher der Insel eingeworben werden. Der zum Trust gehörende aktive Arm, die „Friends of Matiu/Somes“ fördert die Beteiligung der Gemeindebewohner an den Arbeiten auf der Insel.
Matiu/Somes Island ist eine Touristenattraktion mit zunehmender Beliebtheit und wird auch für Bildungszwecke der örtlichen Schulen genutzt. Pro Jahr besuchen 15.000 Menschen die Insel.
Unmittelbar nördlich liegt die viel kleinere Insel Mokopuna Island. Dort ist das Anlegen zum Schutz der endemischen Tierwelt, besonders nistender Seevögel verboten.

## Fotogalerie

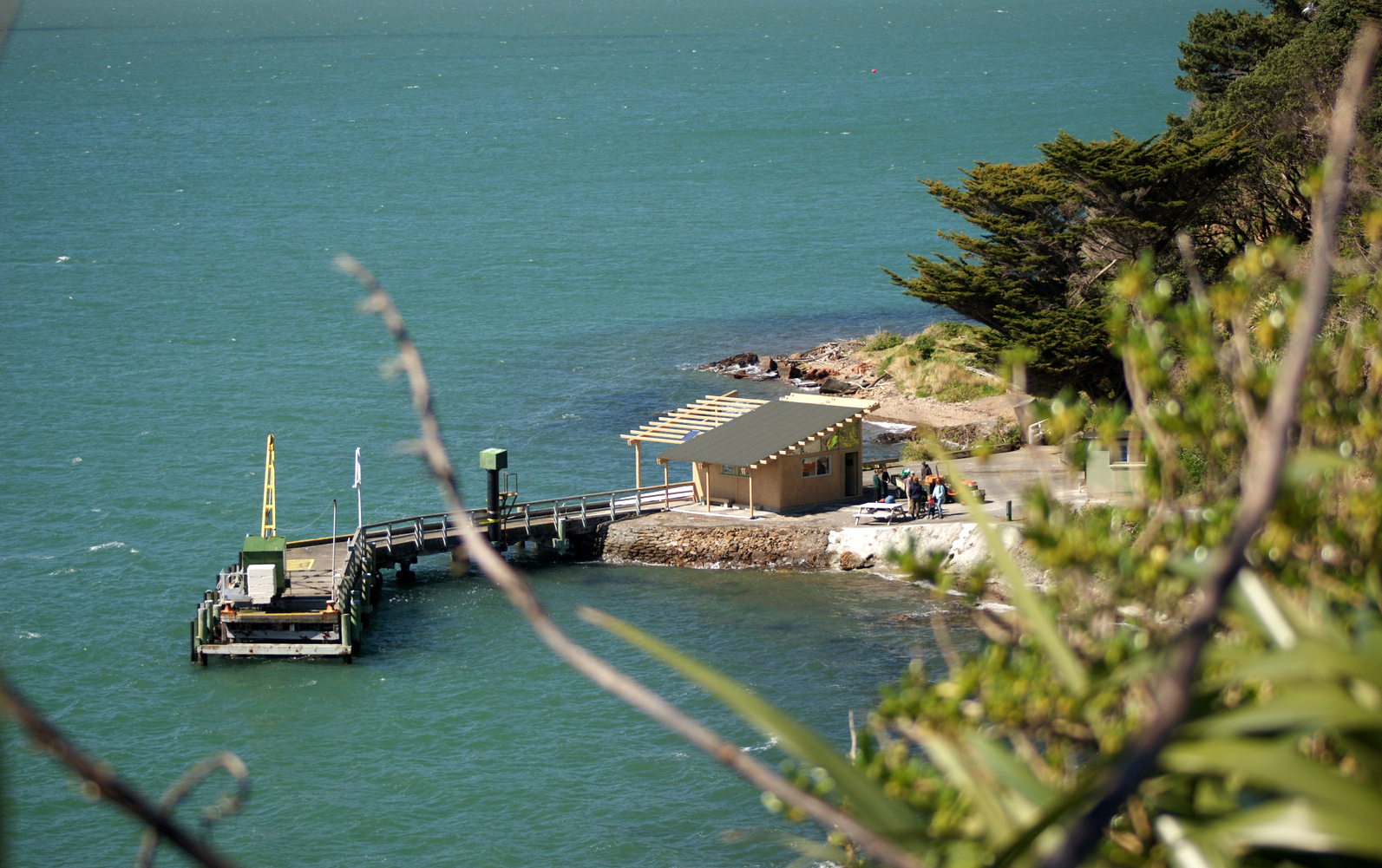
Anlegestelle der Insel
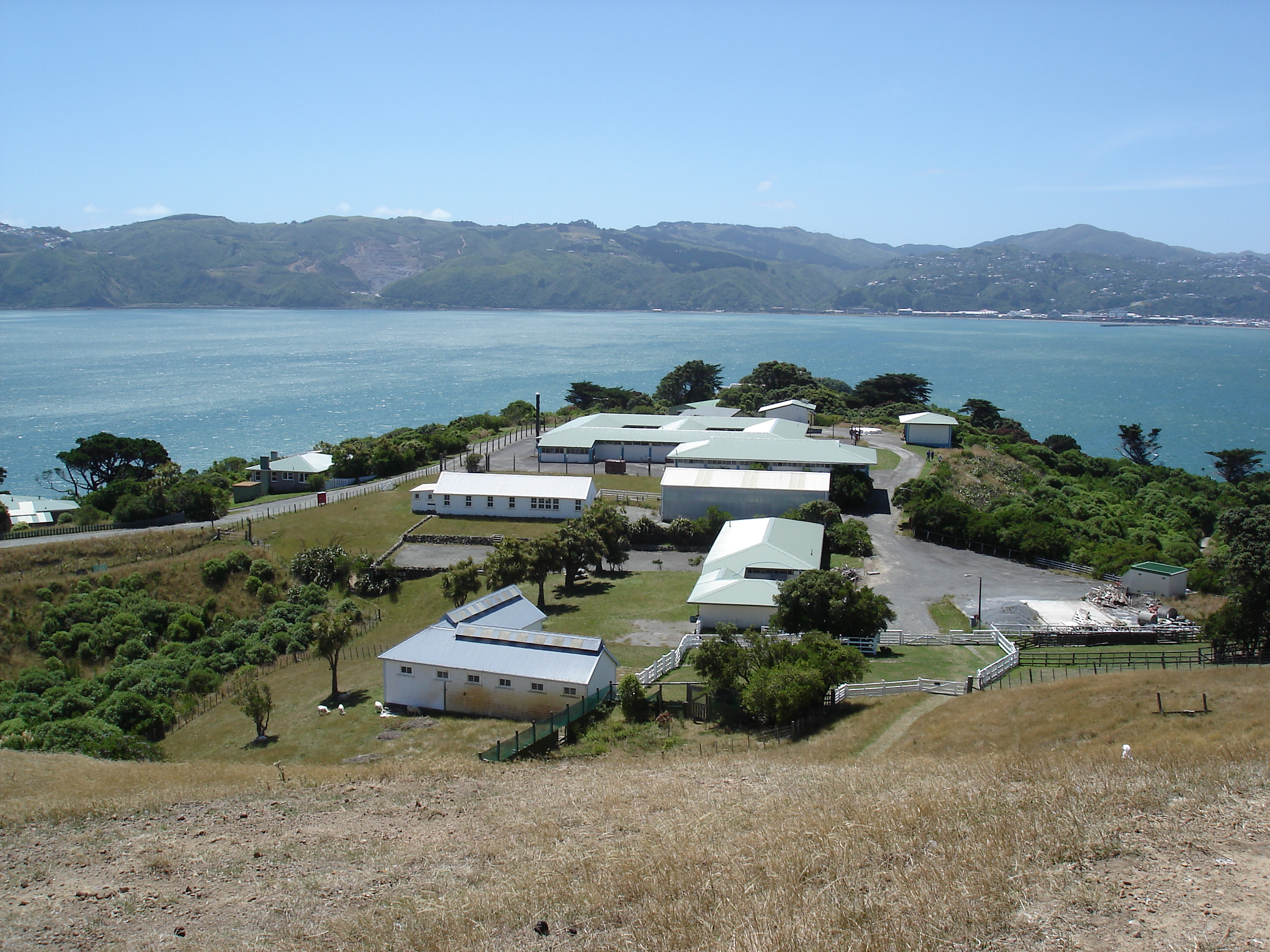
Quarantänestation
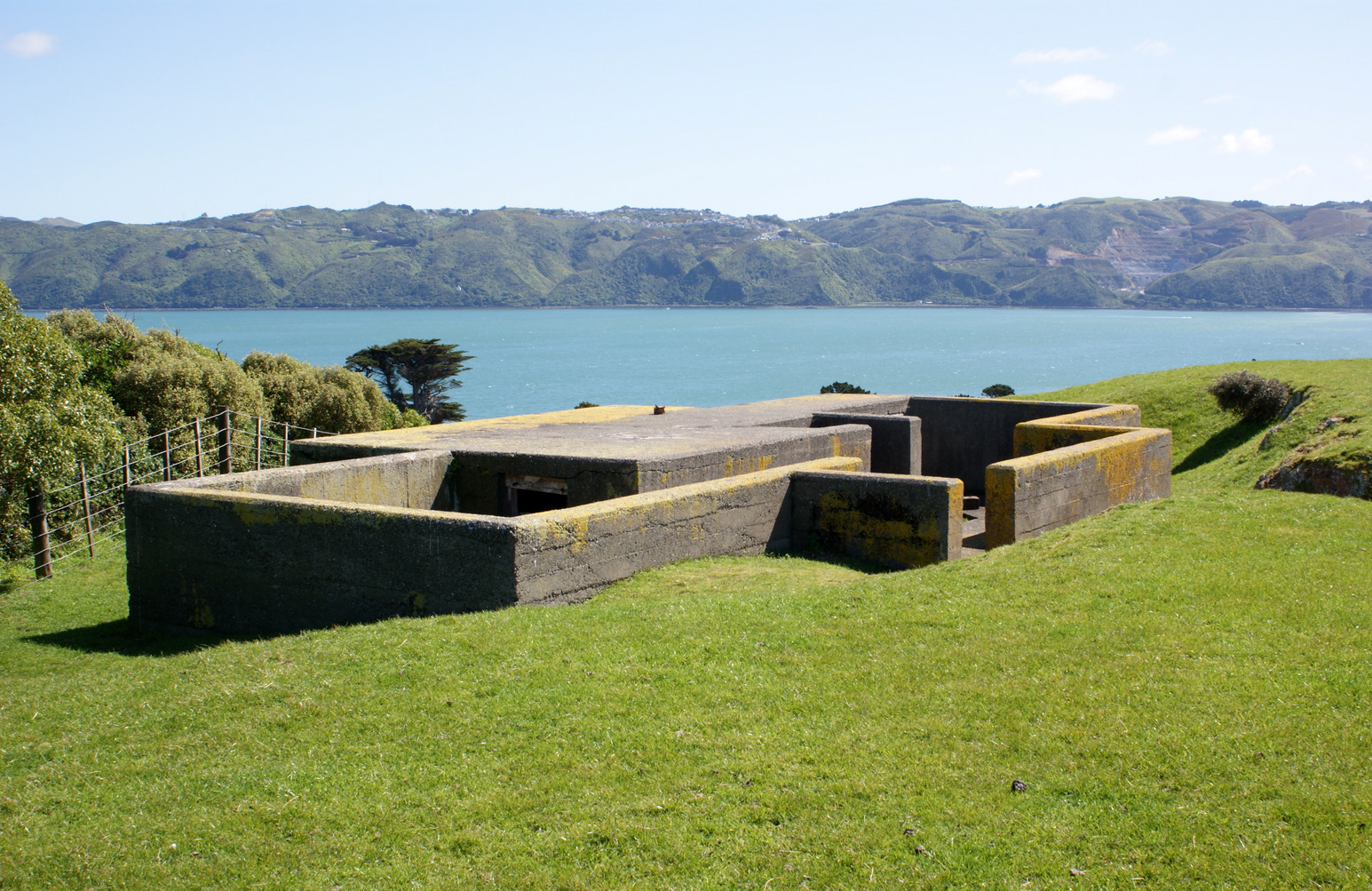
Geschützstellung
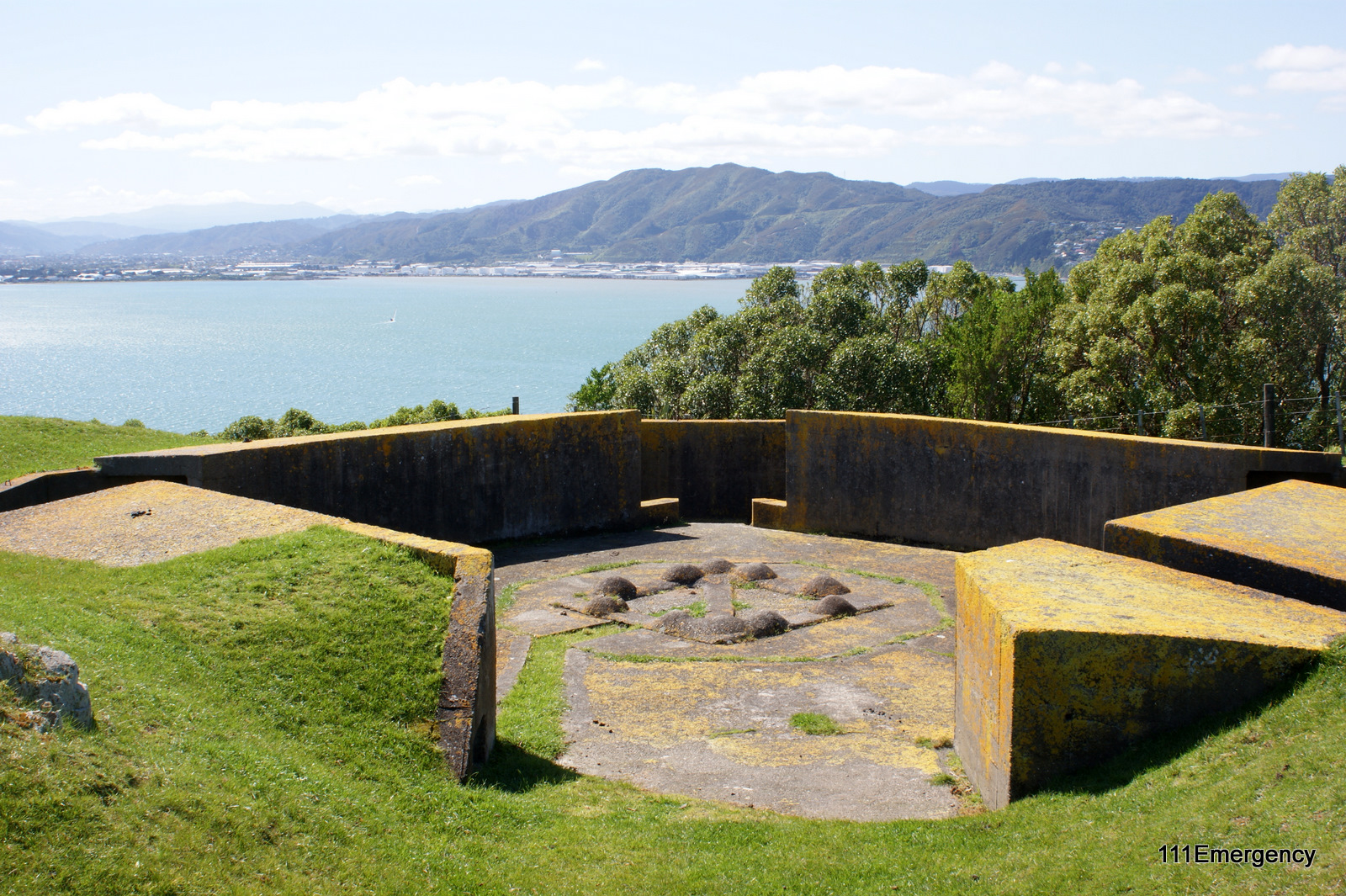
Geschützstellung
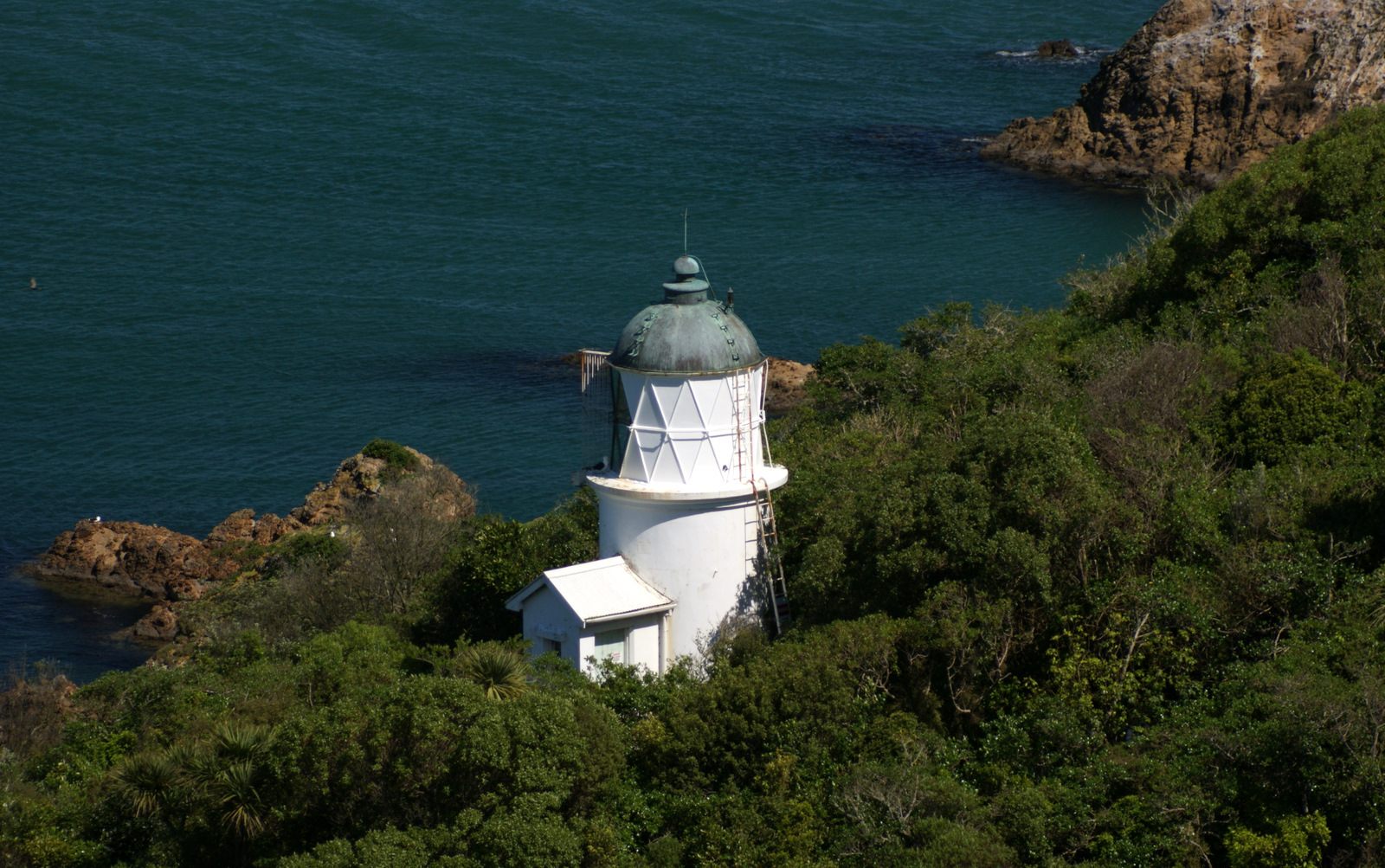
Leuchtturm
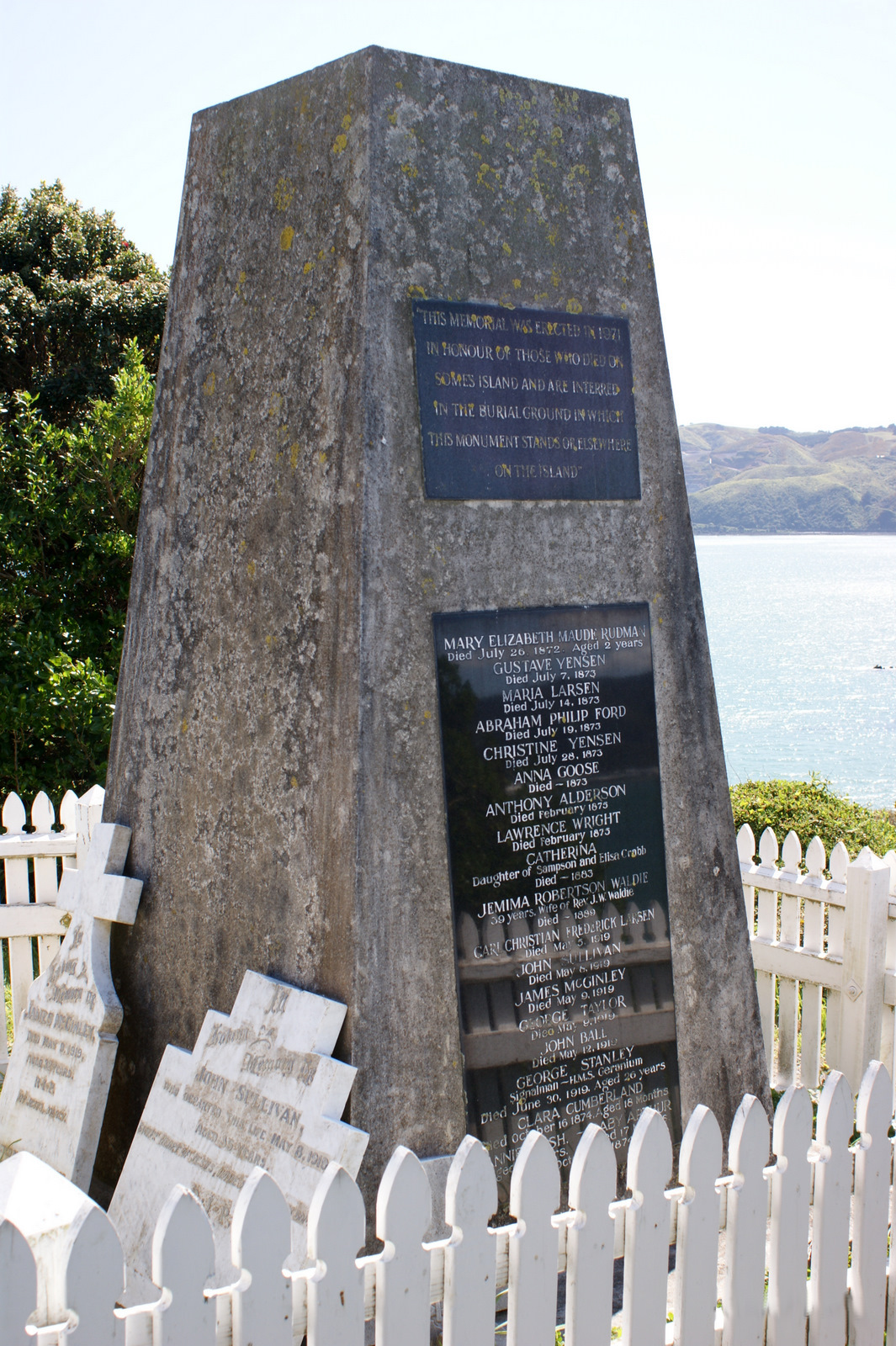
Denkmal für die auf der Insel Verstorbenen
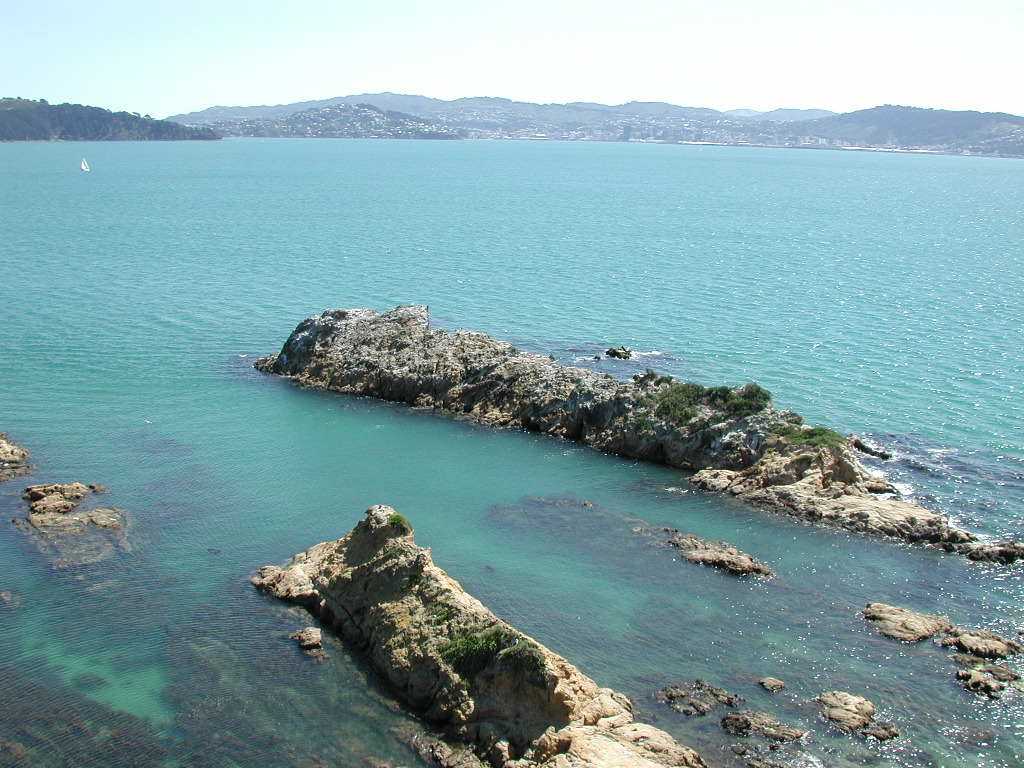
Shag Rocks am Südende der Insel
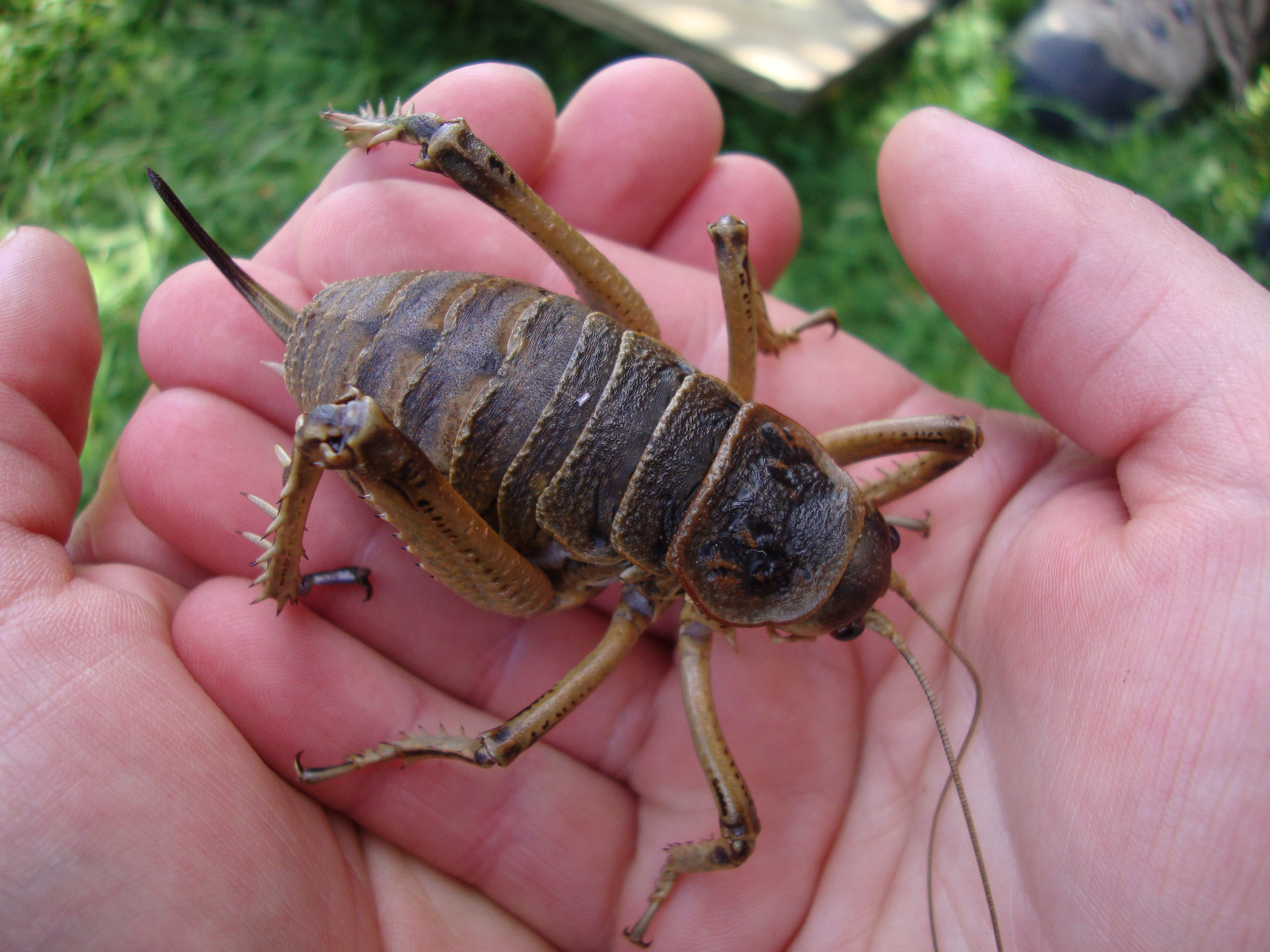
Weta (Deinacrida rugosa)